# Nagy-ausztriai Egyesült Államok

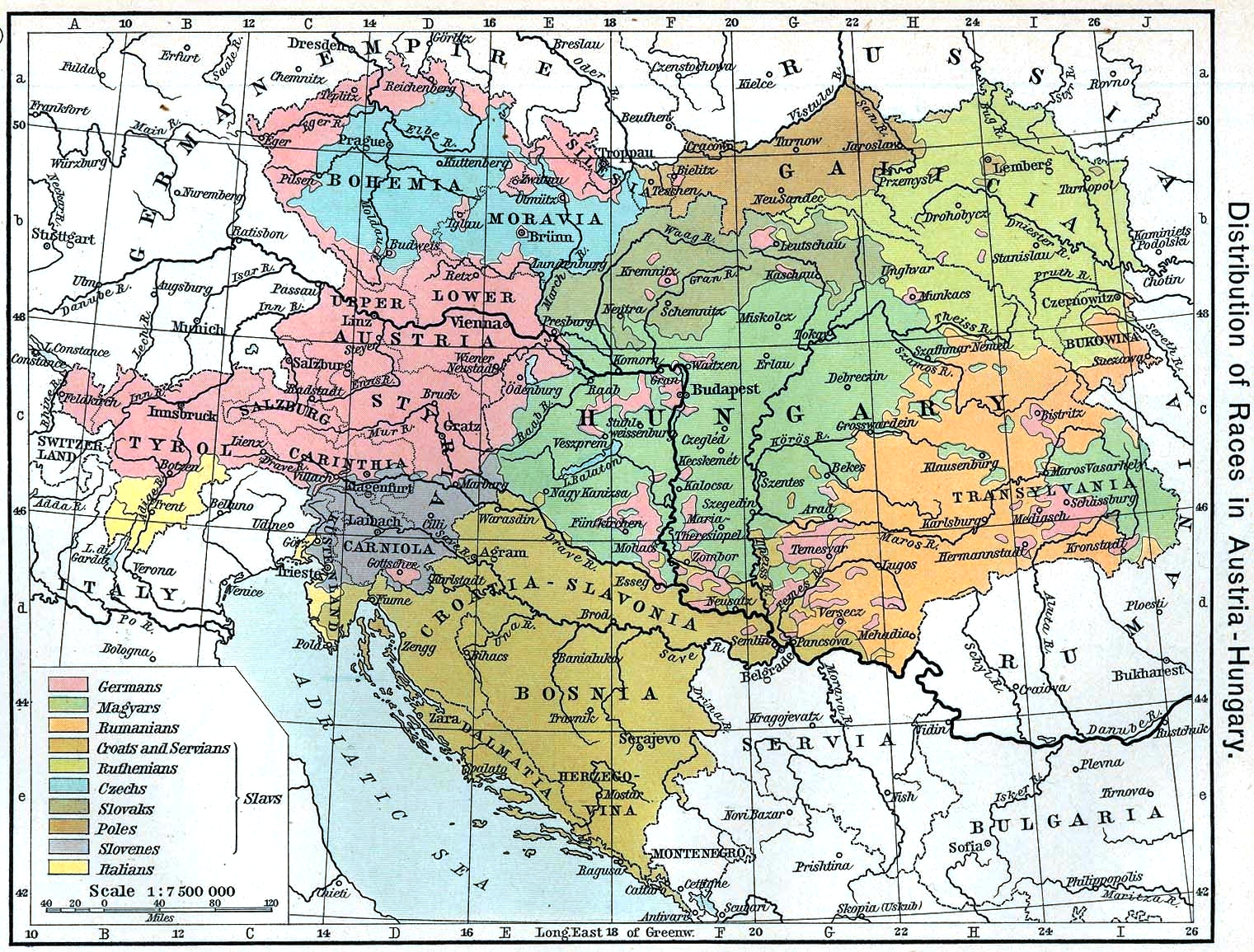
Nemzetiségek eloszlása az Osztrák–Magyar Monarchia területén.
Forrás: William R. Shepherd: Historical Atlas (1911)

A Nagy-ausztriai Egyesült Államok (németül: Vereinigte Staaten von Groß-Österreich) egy Ferenc Ferdinánd főherceg környezetéhez tartozó tudóscsoport által készített terv volt az Osztrák–Magyar Monarchia konföderatív átalakítására, amely soha nem valósult meg. A részletes tervet Aurel Popovici dolgozta ki 1906-ban.

## Politikai háttér
A huszadik század elejére világossá vált, hogy a legnagyobb probléma, mellyel a Kettős Monarchiának szembe kell néznie, az az, hogy tizenegy, egymástól jelentősen különböző etnikai csoport élt a területén, melyek közül csak kettő, a németek és a magyarok (akik együttesen is csak a teljes népesség 44%-át tették ki) bírtak politikai hatalommal. Nyolc népnek, a cseheknek, a lengyeleknek, a ruszinoknak, a románoknak, a szlovákoknak, a szerbeknek, a szlovéneknek és az olaszoknak alig volt bármiféle önrendelkezési lehetőségük, csak a horvátok élvezhettek korlátozott autonómiát Horvát–Szlavónországban. Az Habsburg Birodalmat az 1867-ben létrejött kiegyezés egy német és egy magyar dominanciájú államra osztotta. A kisebbségek nacionalista politikai mozgalmainak egyre hangosabb fellépése, különböző demonstrációk, felkelések és terrorcselekmények után azonban nyilvánvalóvá vált, hogy ez a rendszer hosszú távon nemigen tartható fenn.
Ferenc Ferdinánd főherceg, trónörökös teljesen újra akarta rajzolni a birodalom térképét, létrehozva számos etnikailag és nyelvileg egységes félautonóm „államot”, melyek együtt egy nagyobb, Nagy-ausztriai Egyesült Államoknak nevezett konföderációt alkottak volna. Egy másik terv szerint a Monarchián belül létrehoztak volna egy harmadik, horvát szövetségi államot, mely Horvátországot, Szlovéniát, Bosznia-Hercegovinát, illetve a Vajdaságot foglalta volna magában. A terv szerint a nyelvi és kulturális identitás megőrzését ösztönözték, a politikai hatalom egyenlőtlen megoszlását pedig megszüntették volna. A tervezet a Magyar Királyság politikai köreiben erős ellenállásra talált, hiszen a reform a történelmi Magyarország feldarabolását jelentette volna.
A főherceg 1914-ben, Szarajevóban történt meggyilkolása azonban kirobbantotta az első világháborút, amelynek elvesztése az Osztrák–Magyar Monarchia széteséséhez vezetett. Területén több új nemzetállam jött létre, illetve az Antant győztes hatalmai különböző osztrák–magyar területeket már létező szomszédos államoknak engedtek át.

## Az Aurel Popovici által javasolt államok

A javasolt Nagy-Ausztria Egyesült Államai és a fő etnikai csoportok az Osztrák-Magyar Monarchiában.

A Habsburg Birodalom föderalizálásának első programját a magyar Wesselényi Miklós dolgozta ki. Magyarul 1843-ban, németül 1844-ben megjelent munkájában (Szózat a magyar és a szláv nemzetiség ügyében) nem csak társadalmi reformokra, de a birodalom államszerkezetének és nemzetiségpolitikájának  átalakítására is javaslatot tett.„Álladalmi szövetsége”, amellyel a bécsi centralizmust felváltani kívánta, négy egységből állt volna: német „alkotmányos test” a szlovének lakta tartományokkal együtt, Cseh- és Morvaország, Galícia „tisztán lengyel tartományként”, Lombardia és Isztria olasz része s végül a Magyar Királyság Horvát-Szlavóniával, sőt Dalmáciával együtt. Azonban e terv elvetette a történelmi magyar állam határainak megváltoztatását, területének felosztását.

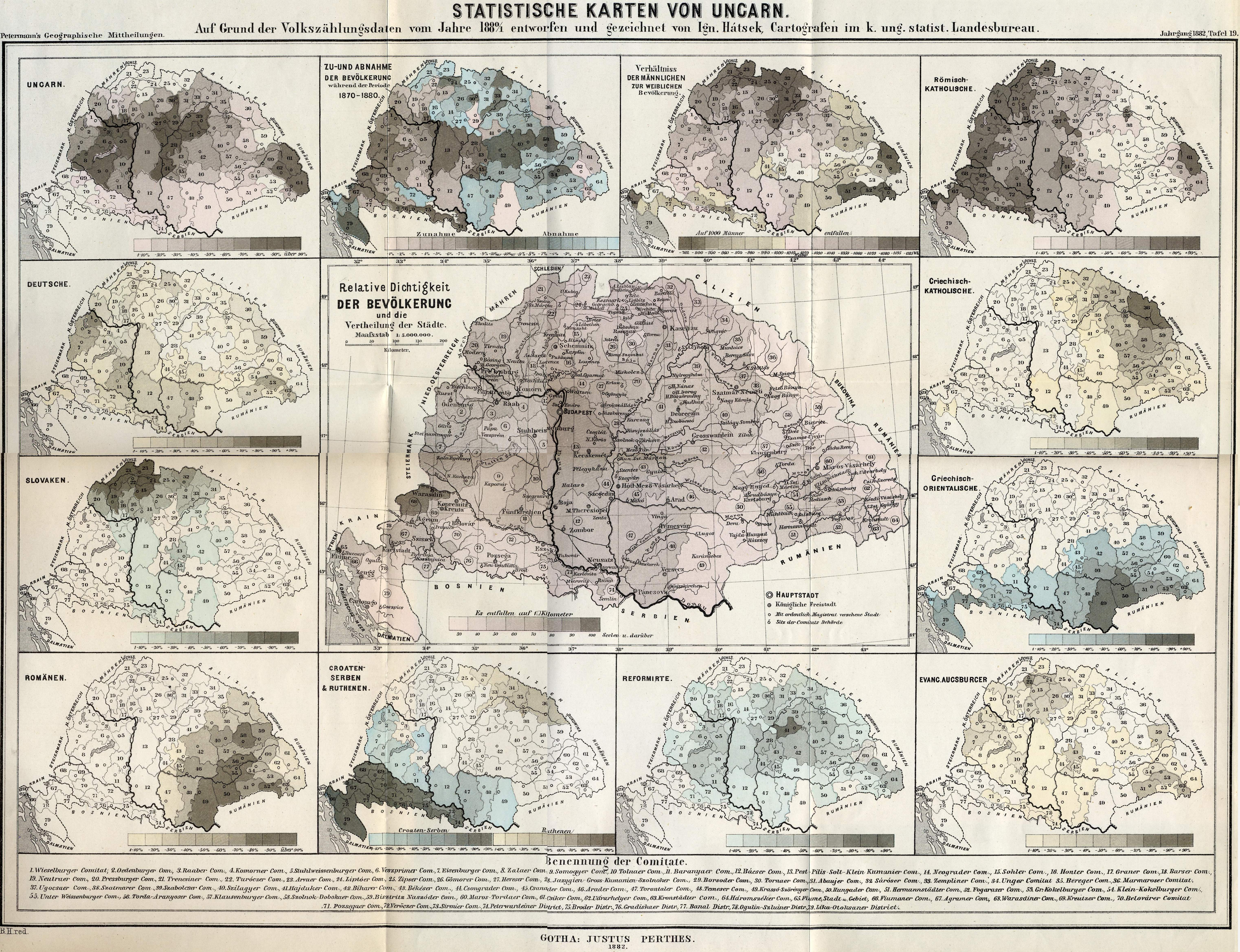
Magyarország népessége az 1880-81 évi népszámlálás adatai alapján.

A Popovici-féle reformtervek a történelmi Magyarország és az Osztrák Főhercegség területét feldarabolva az alábbi területeknek kívántak önálló állami kereteket adni:

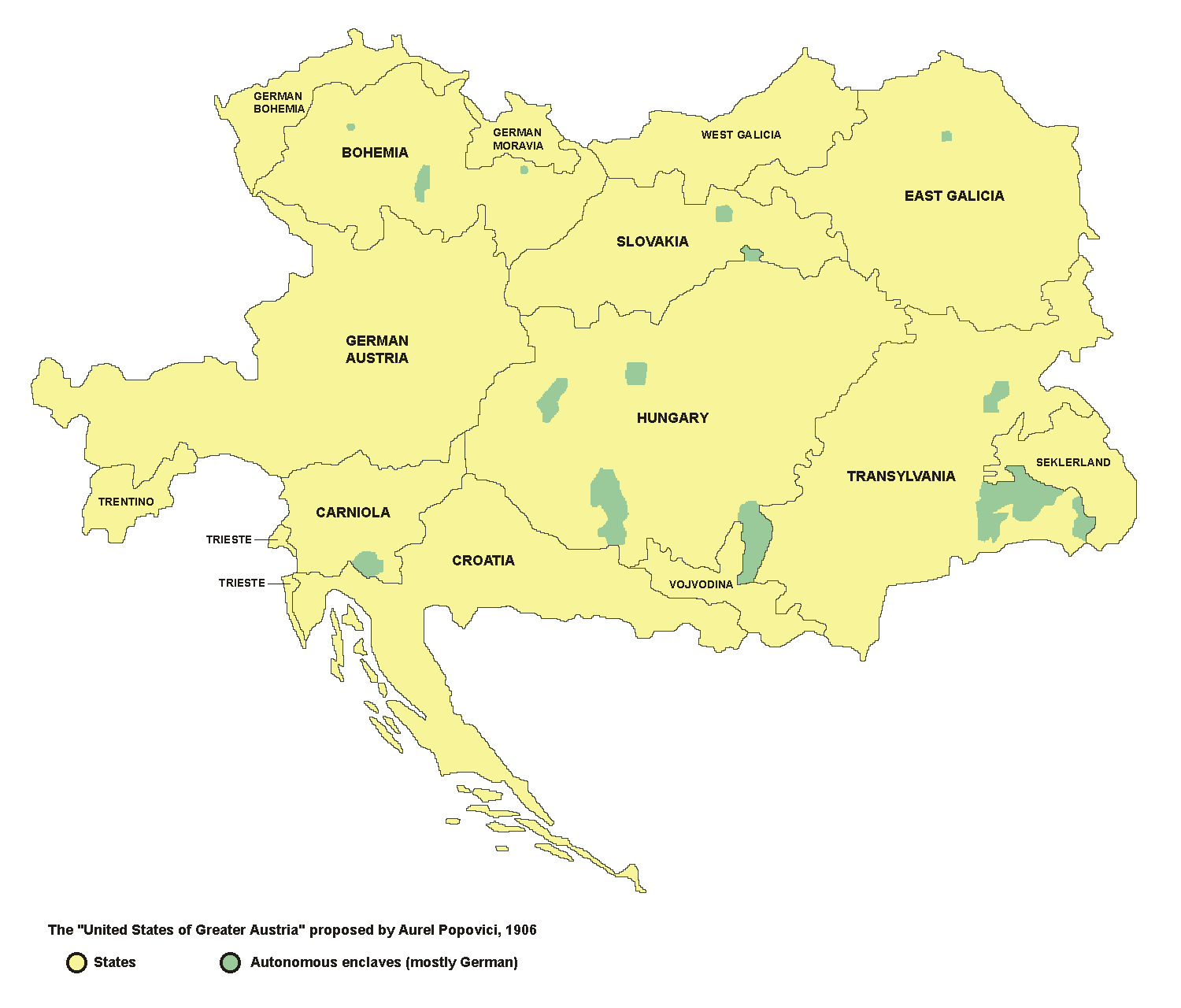
Nagy-Ausztria Egyesült Államai Popovici javaslata szerint, 1906

- Csehország (Böhmen): a mai Csehország déli és középső része, csehek és morvák által lakott,
- Erdély (Siebenbürgen): a történelmi Erdély zömmel románok által lakott része, ma Romániához, kisebb, északkeleti része Ukrajnához tartozik,
- Horvátország (Kroatien): a mai Horvátország, a ma Szerbia részét képező Szerémség és a ma Montenegróhoz tartozó Kotori-öböl; horvátlakta területek,
- Kelet-Galícia (Ost-Galizien): Galícia keleti, ruszinok és ukránok által lakott része, ma Ukrajnához, kisebb részben Lengyelországhoz tartozik,
- Krajna (Krain): a mai Szlovénia és az Ausztriához tartozó Karintia déli, szlovénlakta része,
- Magyarország (Ungarn): a mai Magyarország, valamint Szlovákia déli, a Vajdaság északi, Erdély nyugati, magyarok által lakott sávja,
- Német-Ausztria (Deutsch-Österreich): a mai Ausztria és a ma Olaszországhoz tartozó Dél-Tirol (szintén német lakosságú),
- Német-Csehország (Deutsch-Böhmen): a mai Csehország északnyugati része, akkor az úgynevezett szudétanémetek lakták,
- Német-Morvaország (Deutsch-Mähren): a mai Csehország északkeleti része, akkor az úgynevezett szudétanémetek lakták,
- Nyugat-Galícia (West-Galizien): az akkori Galícia tartomány nyugati, lengyelek által lakott része, ma Lengyelországhoz tartozik,
- Székelyföld (Seklerland): ma Románia része, a történelmi Székelyföld, mely Csík, Háromszék, Udvarhely vármegyéket, valamint Maros-Torda vármegye egy részét foglalta magában,
- Szlovákia (Slowakenland): a mai Szlovákia hegyvidéki, szlovákok által lakott része,
- Trento: Dél-Tirol olaszok által lakott része, a mai Trento autonóm megye, Olaszországhoz tartozik,
- Trieszt (Triest): Trieszt és Gorizia, ma mindkettő Olaszországhoz tartozik, illetve a ma Horvátországhoz és Szlovéniához tartozó Isztriai-félsziget nyugati, olaszok által lakott része
- Vajdaság (Woiwodina): ma Szerbia része.

Ezenkívül számos német nyelvű terület korlátozott autonómiát kapott volna.

## Fordítás
- Ez a szócikk részben vagy egészben  az   United States of Greater Austria című angol Wikipédia-szócikk ezen változatának fordításán alapul.  Az eredeti cikk szerkesztőit annak laptörténete sorolja fel. Ez a jelzés csupán a megfogalmazás eredetét és a szerzői jogokat jelzi, nem szolgál a cikkben szereplő információk forrásmegjelöléseként.